# Georg Meyer (Politiker, 1841)

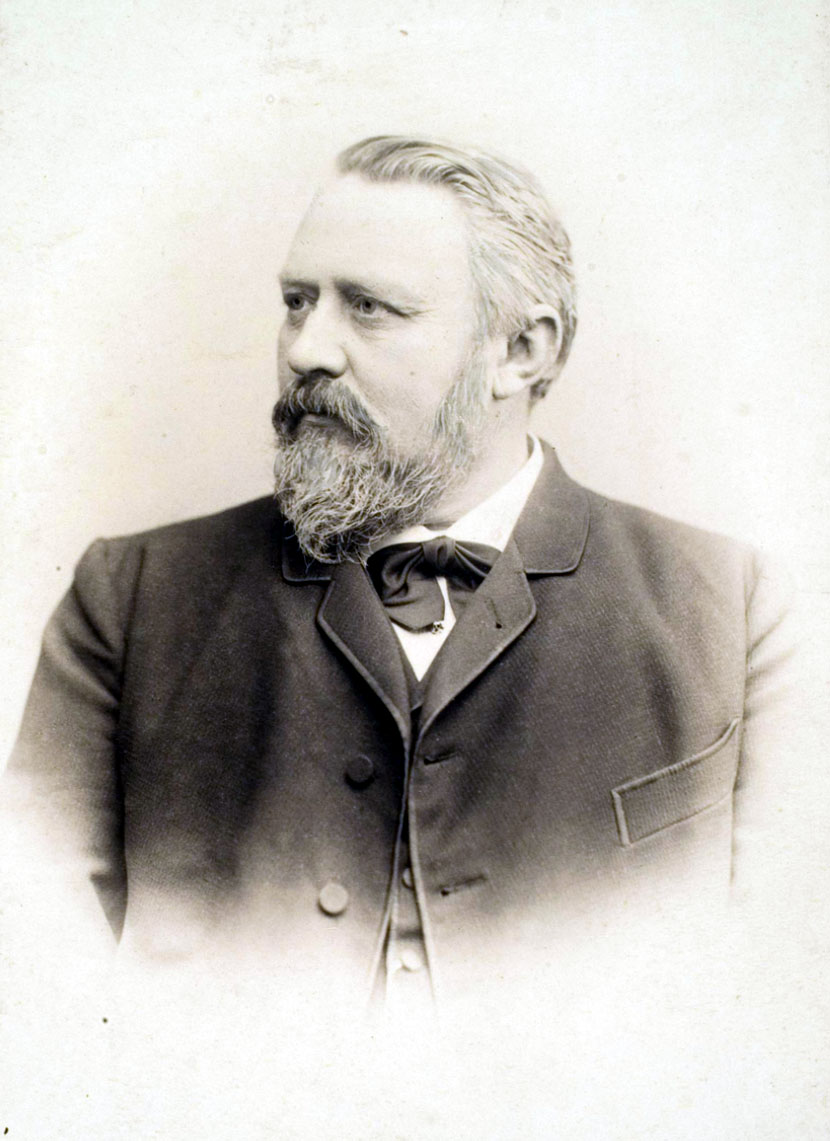
Georg Meyer

Georg Christian Wilhelm Meyer (* 21. Februar 1841 in Detmold; † 28. Februar 1900 in Heidelberg) war Jurist, Hochschullehrer und Mitglied des deutschen Reichstags.

## Leben
Meyer war der Sohn des Gastwirts, Hotelbesitzers und Oberbürgermeisters von Detmold Georg Heinrich Meyer (1803–1866) und dessen Frau Ida Sophie Wilhelmine Caspari (1809–1842). Nach dem Besuch des Gymnasiums in Detmold, studierte er 1860 Rechtswissenschaften an der Universität Jena, wo Burkard Wilhelm Leist, Friedrich von Hahn, Andreas Ludwig Jacob Michelsen und Heinrich Aemilius August Danz seine Lehrer wurden. Hier trat er der Burschenschaft Germania bei. Im November 1861 wechselte er an die Universität Heidelberg und war im Herbst 1862 an der Universität Göttingen. Nach Heidelberg zurückgekehrt promovierte er im März 1863 zum Doktor der Rechte und bestand im selben Jahr seine juristische Staatsprüfung in Detmold. Danach übte er die juristische Praxis als Auditor in Detmold und Schötmar aus. Dort ließ er sich beurlauben, um an der Universität Berlin statistische Studien zu absolvieren.
1866 war er als Hilfsarbeiter in Bruno Hildebrands „Statistischen Büreau“ in Jena und habilitierte sich am 21. Dezember 1867 mit einer Arbeit über Expropriationsrecht im römischen Reich als Privatdozent an der Universität Marburg. 1869/70 unternahm er längere Studienreise die ihn nach Frankreich und England führte. Zu seinem Bedauern konnte er nicht am Krieg 1870/71 teilnehmen. 1872 wurde er zum außerordentlichen Professor für Staats- und Verwaltungsrecht in Marburg berufen. Anfang des Wintersemesters 1875 wechselte er als ordentlicher Professor der germanistischen und publizistischen Fächer an die juristische Fakultät der Universität Jena, man ernannte ihn zum Geheimrat und er wurde Direktor des Staatswissenschaftlichen Seminars. Zudem beteiligte er sich an den organisatorischen Aufgaben der Hochschule und war im Sommersemester 1879 Rektor der Salana. Zum Sommersemester 1888 wechselte er an die Universität Heidelberg als ordentlicher Professor des deutschen Staats- und Verwaltungsrechts sowie der deutschen Rechtsgeschichte; dort war er im akademischen Jahr 1897/1898 auch als Prorektor in der Direktion der Hochschule tätig.
Seine Hauptwerke waren Lehrbücher des deutschen Staats- und Verwaltungsrechtes. Nach seinem Tode erschien Das parlamentarische Wahlrecht.

## Politische Tätigkeit
Meyer gehörte der Nationalliberalen Partei an. 1878 wurde er als Abgeordneter des Landtags im Großherzogtum Sachsen-Weimar-Eisenach für die Stadt Weimar gewählt. Von 1881 bis 1890 war er Abgeordneter des Deutschen Reichstags für den Reichstagswahlkreis Großherzogtum Sachsen-Weimar-Eisenach 3 (Jena-Neustadt an der Orla). Dort arbeitete er an vielen Gesetzen in Kommissionen, u. a. beim Gesetz über die Schutzgebiete, mit und war mehrmals Schriftführer.
Meyer war einer der führenden Köpfe der badischen Nationalliberalen und Mitglied des Zentralausschusses der Partei. Ab 1891 war er auch Vertreter der Universität Heidelberg in der badischen Ersten Kammer. 1891 wurde er zum Geheimen Hofrat ernannt, gleichzeitig war er Mitglied des Bezirksrats, des Bürgerausschusses und in vielen anderen Gremien tätig.
1891 erhielt er den preußischen Kronenorden 3. Klasse.
1873 heiratete er in Marburg Ernestine Schotten (1849–1931), die Tochter des dortigen Universitätssyndikuses. Die Ehe blieb scheinbar kinderlos.

## Werke (Auswahl)
- De Iure expropriationis in imperio Romano. Marburg 1867
- Das Recht der Expropriation. Leipzig 1868
- Grundzüge des norddeutschen Bundesrechts. Leipzig 1868 (Online)
- Staatsrechtliche Erörterungen über die deutsche Reichsverfassung. Leipzig 1872 (Online)
- Das Studium des öffentlichen Rechtes und der Staatswissenschaften in Deutschland. Akademische Antrittsrede. Jena 1875
- Lehrbuch des deutschen Staatsrechts. Leipzig 1878, 2. Aufl. Leipzig 1885, 3. Aufl. Leipzig 1891; 4. Aufl. Leipzig 1895, 5. Aufl. Leipzig 1899, 6. Aufl. Leipzig 1905, 7. Aufl. München 1919 (Online)
- Die Reorganisation der Innungen. Jena 1879
- Die Verleihung des Königsbannes und das Dingen bei markgräflicher Huld. Jena 1881
- Lehrbuch des deutschen Verwaltungsrechts. Leipzig 1883/85, 2. Bde., 2. Aufl. Leipzig 1893/94; 3. Aufl. München 1910; 4. Aufl. 1913
- Das Staatsrecht des Großherzogthums Sachsen-Weimar-Eisenach. Freiburg im Breisgau, 1884
- Die staatsrechtliche Stellung der deutschen Schutzgebiete. Leipzig 1888
- Der Antheil der Reichsorgane an der Reichsgesetzgebung. Jena 1889
- Rechtsgutachten für ihre Durchlauchten und Erlauchten, die Fürsten und Grafen von Schönburg, betreffend die Stellung des bürgerlichen Gesetzbuches für das Deutsche Reich zu der Autonomie der standesherrlichen Häuser. Ettlingen 1891
- Rechtsgutachten für den Verein deutscher Standesherren in Sachen der Mitgliedschaft des Hauses Leiningen-Westerburg. Ettlingen 1892
- Der Staat und die erworbenen Rechte. Leipzig 1895
- Gutachten über die augenblickliche Lage des Thronstreites und der Regentschaft im Fürstenthum Lippe. Heidelberg 1896
- Ueber die Entstehung und Ausbildung des allgemeinen Stimmrechts. Akademische Rede zur Feier des Geburtsfestes des höchstseligen Großherzogs Karl Friedrich am 22. November 1897 bei dem Vortrage des Jahresberichtes und der Verkündigung der akademischen Preise. J. Hörning, Heidelberg 1897.
- Das Recht der Beschlagnahme von Lohn- und Gehaltsforderungen, auf Grundlage der Reichsgesetze vom 21. Juni 1869 und 29. März 1897 und der Zivilprozeßordnung; mit Einleitung, Anmerkungen und Sachregister. Berlin 1900, 2. Aufl. Berlin 1904; 7. Auflage 1930
- Das parlamentarische Wahlrecht. Berlin 1901 (postum herausgegeben von Georg Jellinek)